# Prasinocyma rudipunctata
Prasinocyma rudipunctata är en fjärilsart som beskrevs av Louis Beethoven Prout 1924. Prasinocyma rudipunctata ingår i släktet Prasinocyma och familjen mätare. Inga underarter finns listade i Catalogue of Life.